# Депонент
Депоне́нт — власник цінних паперів, співвласники цінних паперів, нотаріус, на депозит якого внесено цінні папери, яким рахунок у цінних паперах відкривається депозитарною установою на підставі відповідного договору про обслуговування рахунку в цінних паперах, а також депозитарна установа, яка відкриває собі рахунок у цінних паперах на підставі наказу керівника цієї депозитарної установи. Національний банк України може бути депонентом у випадках, передбачених законом «Про депозитарну систему України».